# Трещоточная почта
Трещоточная почта, почта с трещоткой, или колотушечная почта (нем. Klapperpost, реже Klapper-Post или Klapper Post), официально — Малая почта (Kleine Post), — частная городская почта «Хаарди и Шоттен», существовавшая в конце XVIII — начале XIX века в Вене (с 1772) и некоторых других городах Австрии. Получила своё название из-за того, что ходившие от дома к дому и собиравшие пересылаемые письма городские почтальоны носили через плечо особые жестянки (ручные трещотки), в которые они колотили, оповещая о своём приходе.

## История
Государственная почта была создана в Австрии в 1722 году. Через 50 лет, в марте 1772 года, в Вене Йозефом Гарди (или Хаарди; Joseph Hardy или Josef Haardi) была организована городская Малая почта, также известная как «трещоточная почта». Второе название связано с тем, что почтальон, приближаясь к улице, использовал трещотку для оповещения людей о своём прибытии. Почтовое обслуживание действовало в радиусе трёх миль. Оно включало сбор отправляемой корреспонденции до шести раз в день и её доставку в ближайшее почтовое отделение, откуда почта следовала дальше по назначению. Почтальоны носили специальную жёлто-чёрную форму, позднее заменённую на серую. Трещоточная почта просуществовала в Вене до 1784 года.
Подобная почтовая служба была также устроена в других городах австрийской монархии — в Праге, Будапеште, Граце и Брно, а также в Милане. В частности, в Праге она действовала с 27 июля 1782 года до начала 1821 года и называлась чеш. Malá pošta («Малая почта»), или Klapačková pošta («Трещоточная почта»).
Различные старинные предметы, связанные с трещоточной почтой, собраны и хранятся в почтово-телеграфном музее (ныне Техническом музее) в Вене.
|  |  |

## Трещоточная почта в искусстве
Во время исполнения 3 марта 1783 года музыкальной пантомимы Моцарта «Маскарад» (при участии Йозефа Ланге, нем. Joseph Lange; K. 446) программку представления распространял человек, переодетый в почтальона службы Klapperpost.
Доставка письма посыльным трещоточной почты является кульминационным моментом действия современной австрийской оперной постановки «Opera al Dente».
Известна раскрашенная гравюра Иеронима Бенедикта (Hieronymus Benedikt или Benedict) «Письмоносец с трещоткой» («Klapperbote»), относящаяся к концу XVIII столетия. Её оригинал находится в венском Музее истории города (Wien Museum Karlsplatz), а копия — в Техническом музее Вены (Technisches Museum Wien). Копия датируется либо 1772, либо 1790 годом; однако последняя дата считается более правдоподобной.

## Филателистические аспекты
Среди коллекционеров высоко ценятся ручные штемпели трещоточной почты, как артефакты ранней истории почты Австрии, а также Чехии и Венгрии. Некоторые из них хранятся в коллекциях почтовых музеев, например, в Праге. В экспозиции пражского музея имеются также трещотки, которыми пользовались почтальоны того времени.
В 1933 году, в связи с проведением II Венской международной филателистической выставки (WIPA), были изготовлены виньетки, включая серию из 10 миниатюр в стиле ар-деко на тему средств транспортировки почты. Их автором был скульптор и художник марок Людвиг Хессхаймер (Ludwig Hesshaimer; 1872—1956). На первой виньетке серии был изображён почтальон с трещоткой; этот же дизайн был использован на памятной почтовой карточке.
12 января 1941 года почтовым ведомством Третьего рейха по случаю Дня почтовой марки проводилось спецгашение, для чего издавались иллюстрированные маркированные почтовые карточки, на одной из которых была репродуцирована гравюра Иеронима Бенедикта «Письмоносец с трещоткой» (Mi #P 241). Эта же карточка одновременно была выпущена и для оккупированных территорий Люксембурга (Mi #P 4), Эльзаса (Mi #P 3) и Лотарингии (Mi #P 3); при этом на стандартной марке карточек были сделаны соответствующие надпечатки. Кроме того, карточки выпускались и в немаркированном варианте.
Гравюра Бенедикта украшает и обложку каталога выставки «Два тысячелетия почты. От cursus publicus до спутников» («Zwei Jahrtausende Postwesen. Vom cursus publicus zum Satelliten»), составленного под редакцией Р. Вурта и опубликованного в Австрии в 1985 году.
Малая почта Вены стала также сюжетом австрийской почтово-благотворительной марки, вышедшей 1 декабря 1972 года (Sc #B328). Поводом для выпуска снова послужил День почтовой марки. дизайн был подготовлен художником Адальбертом Пильхом (Adalbert Pilch); гравёр — Вернер Пфайлер (Werner Pfeiler). На миниатюре запечатлён почтальон с трещоткой, вручающий письмо горожанке.
|  |  |